# 弓の清水

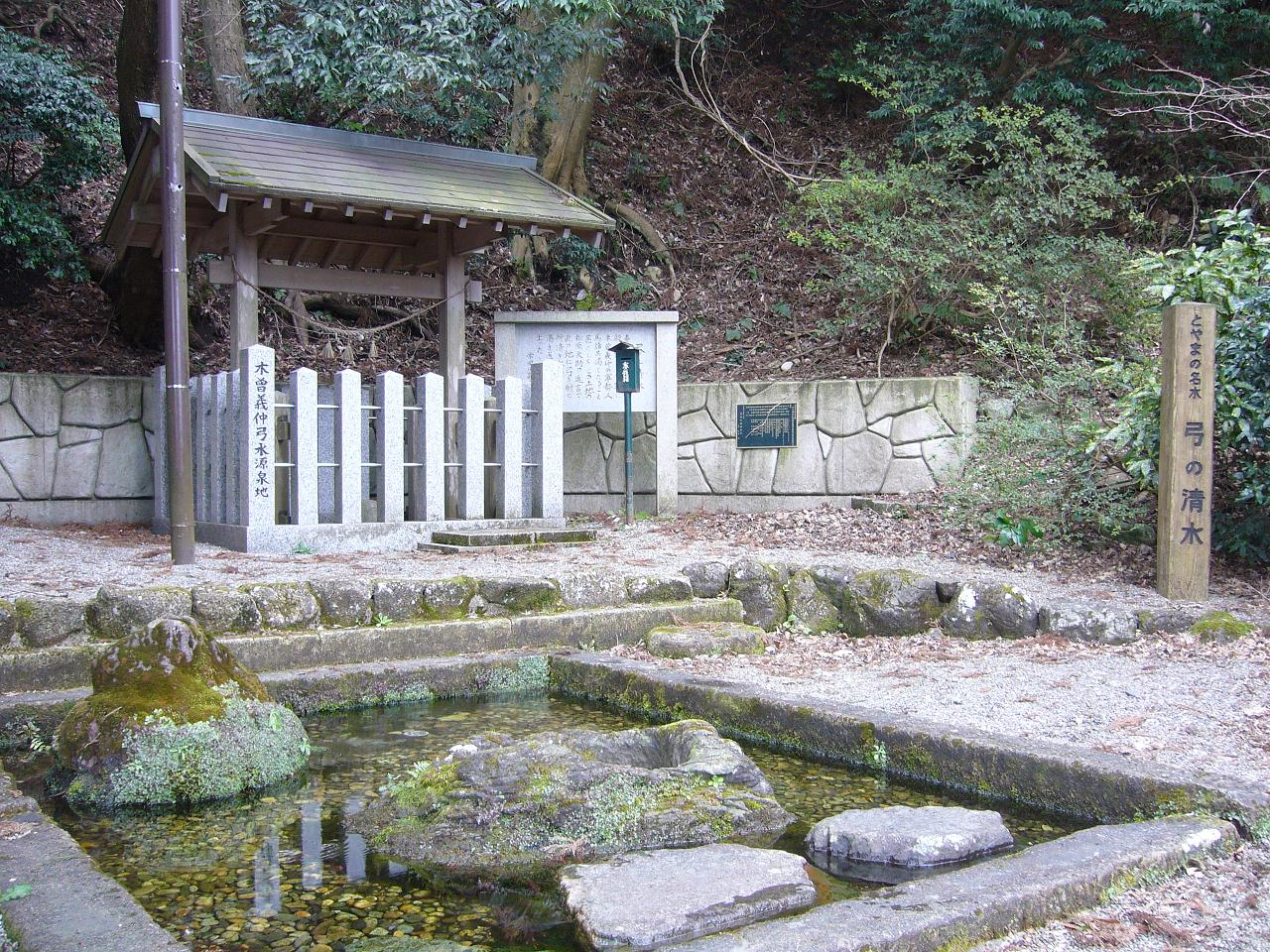
弓の清水

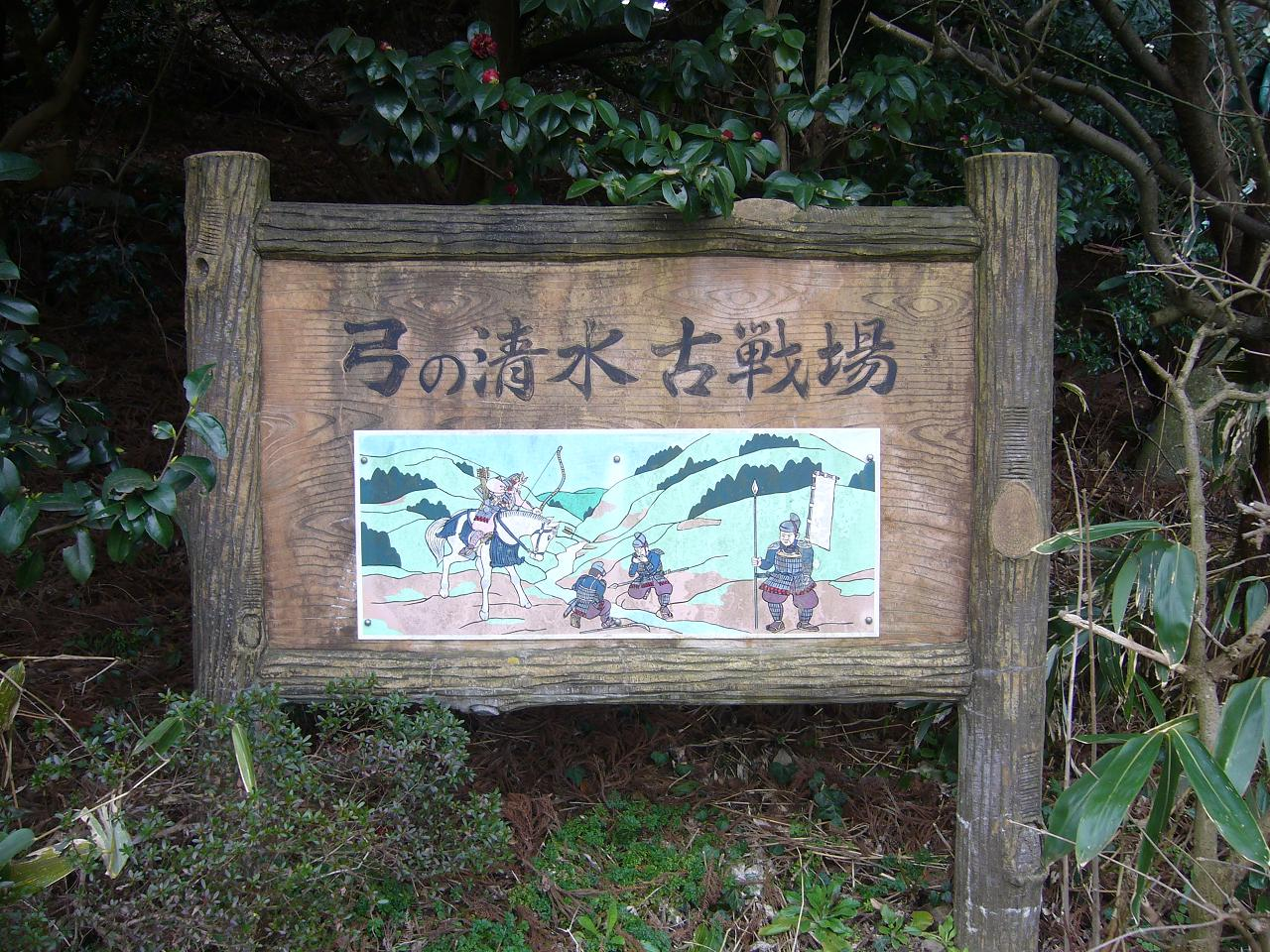
「弓の清水古戦場」看板

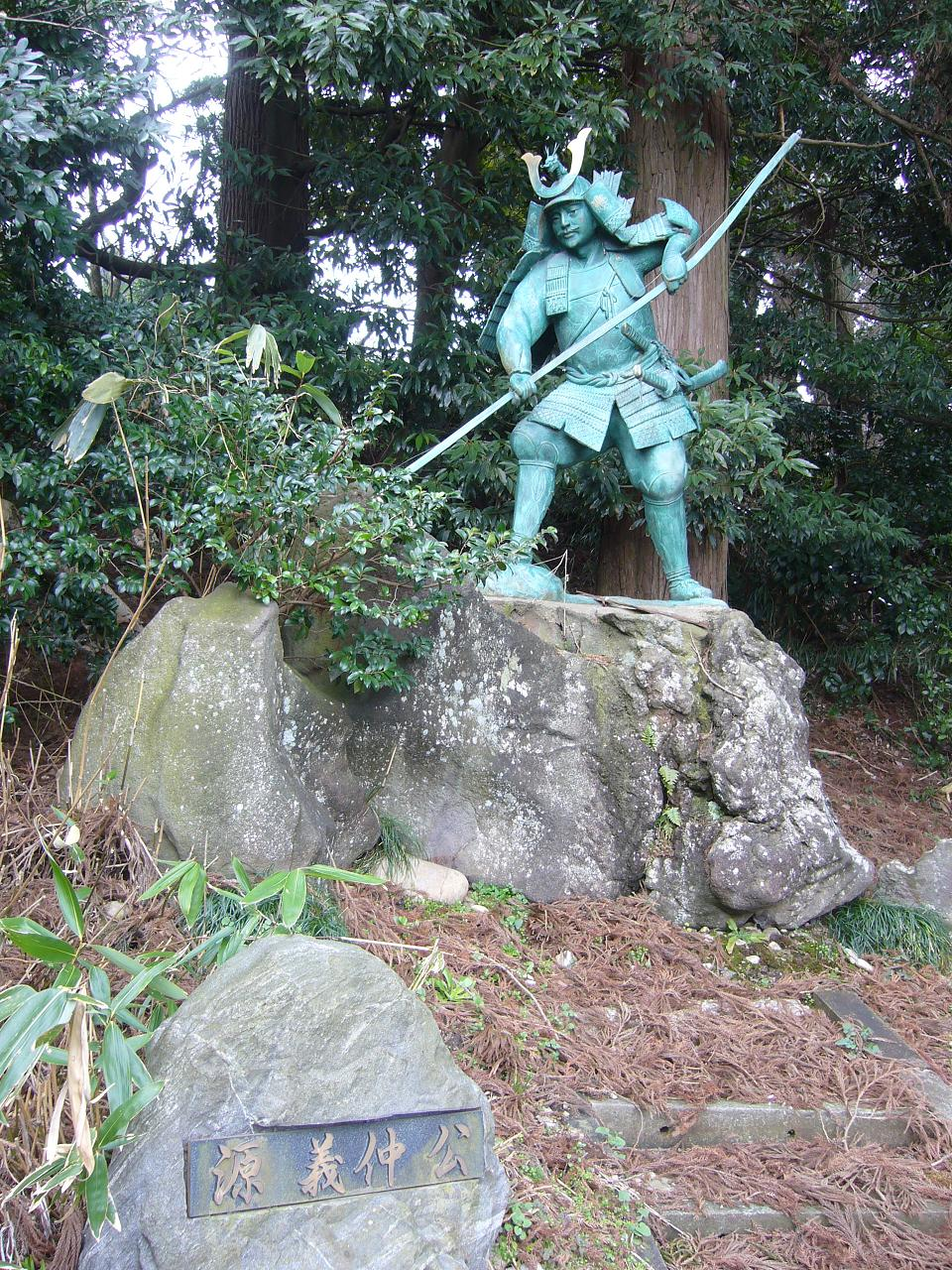
源義仲像

弓の清水（ゆみのしょうず）は、富山県高岡市常国にある平安時代の史跡。
源義仲が弓で地面を突いたところから清水が湧き出たといわれる。また、弓を射たところから清水が湧いたとする伝承との説がある。

## 伝承
越中浜街道を西進し、六動寺（現在の射水市六渡寺）に宿営していた源義仲の本軍は、寿永2年5月10日に般若野の今井兼平軍に合流した。
兵たちがあまりに喉の渇きを訴えたため、源義仲は地元の農夫である松原大助という男に水はないかと尋ねた。大助は義仲の馬の前にひざまずき「ここに清き水がございます。」と答えた。
源義仲は馬を降りて弓を持ち、「私が平家の賊を滅ぼすことができるなら、泉よ、湧き出でよ」と言って弓で地面を突いたところ、突然そこから清水が湧き出した。
軍の士気を大いに上げた源義仲軍は、5月11日朝、倶利伽羅峠へ向けて般若野を出発した。

## 備考
選定
- 弓の清水はとやまの名水百選にも選定されている[1]。

- 2008年（平成20年）には環境省による平成の名水百選に選定された[2]。

その他
- 当地では現在でも松原姓が多い。松原は地名（現在の射水市串田）でもある。

- この名水を使った流しそうめんが当地の名物となっている。また、弓の清水で仕込んだ生地で餡を包んだ手焼き菓子「六芳焼」も当地の名物である。六芳焼本舖を営む家も松原姓（店舗名が｢松原清松堂｣）を名乗っている。